# Picea glehnii
Épicéa de Sakhaline
Espèce
Classification phylogénétique
Statut de conservation UICN

 LC : Préoccupation mineure
Picea glehnii est une espèce de conifère de la famille des Pinacées. Ce conifère est originaire de l'Asie du Nord-Est.

## Description

### Dimensions
Picea glehnii peut mesurer jusqu'à 30 mètres de haut, voire 40 mètres de haut occasionnellement et son tronc peut atteindre 1,6 mètre de diamètre.

### Caractères botaniques
Son port est conique.
L'écorce est de couleur brun-gris, écailleuse et fendillée verticalement.
Les aiguilles sont persistantes, vert glauque sur ses deux côtés et mesurent 8 à 12 mm de long pour 1 à 1,5 mm de large. L'apex des aiguilles est aigu ou mucroné mais non piquant.
Les cônes mâles sont brun-rougeâtre, cylindriques, d'une longueur allant de 7 à 14 mm pour une largeur de 4 mm.
Les cônes femelles sont ovoïdes allongés, d'abord violets puis devant brun-grisâtre, mesurant de 3 à 8 cm de longueur pour 2 à 2,5 cm de largeur.

## Répartition et habitat

### Distribution
Le Picea glehnii est présent naturellement en Russie (plus précisément en Sakhaline et dans les îles Kouriles) et au Japon (plus précisément au nord du Hondo et à Hokkaido). Il a été introduit en Europe en 1877. 
Sa croissance est lente et il sait pousser jusqu'à une altitude d'environ 1650 mètres.

### Exigences
Il est rustique jusqu'en zone 6, c'est-à-dire de -17 à -23 °C.
Il peut pousser facilement dans tous types de terres.